# Ołżas Biektienow
Ołżas Abajewicz Biektienow (ur. 13 grudnia 1980 w Ałmaty) – kazachski polityk i prawnik, od 2024 premier Kazachstanu.

## Życiorys
Urodził się 13 grudnia 1980 roku w Ałmaty. W 2001 roku ukończył studia prawnicze w Kazachskiej Państwowej Akademii Prawniczej. Przez następne kilkanaście lat pełnił wiele różnych pomniejszych stanowisk państwowych (m.in. był szefem gabinetu burmistrza Astany w latach 2016-2017 i szefem administracji prezydenta Republiki Kazachstanu w latach 2023 i 2024). Został powołany na stanowisko premiera Kazachstanu 6 lutego 2024, po rezygnacji z funkcji premiera Alichana Smaiłowa.